# Världsmästerskapet i innebandy för herrar 2006
Världsmästerskapet i innebandy för herrar 2006 var det sjätte världsmästerskapet i innebandy arrangerat av IFF. Det spelades i Botkyrka, Helsingborg, Malmö, Solna och Stockholm i Sverige mellan den 21 och 28 maj 2006.
Totalt deltog 20 länder i VM-slutspelet 2006. De nio bästa länderna från innebandy-VM 2004 plus vinnaren från B-divisionen 2004, Italien, utgjorde A-divisionen. Resterande 10 länder spelade i B-divisionen som bestod av två grupper, med fem lag i varje.
Sverige vann VM-finalen över Finland med 7-6 efter förlängning. Schweiz erövrade bronset i matchen om tredje pris efter en 9-4-seger mot Tjeckien.
Tyskland åkte ur A-divisionen och ersattes inför nästa turnering av Estland som avancerade från B-divisionen.

## Slutställning
| A-VM 2006 | A-VM 2006 |
| --------- | --------- |
| Guld      | Sverige   |
| Silver    | Finland   |
| Brons     | Schweiz   |
| 4.        | Tjeckien  |
| 5.        | Lettland  |
| 6.        | Danmark   |
| 7.        | Norge     |
| 8.        | Italien   |
| 9.        | Ryssland  |
| 10.       | Tyskland  |

| B-VM 2006 | B-VM 2006      |
| --------- | -------------- |
| 11.       | Estland        |
| 12.       | Ungern         |
| 13.       | Nederländerna  |
| 14.       | Slovenien      |
| 15.       | Österrike      |
| 16.       | Japan          |
| 17.       | USA            |
| 18.       | Singapore      |
| 19.       | Storbritannien |
| 20.       | Australien     |

## A-divisionen

### Förklaring till tabellen
Förklaringar till tabellerna:
- SP = Spelade matcher
- V = Vinster
- O = Oavgjorda
- F = Förluster
- GM = Gjorda mål
- IM = Insläppta mål
- Pts = Poäng
- MSK = Målskillnad

## Gruppspel

### Grupp A
| Lag      | SP | V | O | F | GM | IM | Pts | MSK |
| -------- | -- | - | - | - | -- | -- | --- | --- |
| Sverige  | 4  | 3 | 1 | 0 | 47 | 8  | 7   | +39 |
| Schweiz  | 4  | 2 | 2 | 0 | 44 | 18 | 6   | +26 |
| Danmark  | 4  | 2 | 0 | 2 | 17 | 28 | 4   | -11 |
| Norge    | 4  | 1 | 1 | 2 | 20 | 32 | 3   | -12 |
| Tyskland | 4  | 0 | 0 | 4 | 12 | 54 | 0   | -42 |

| 21 maj 2006 | Norge - Schweiz    | 6 - 6  |
| 21 maj 2006 | Danmark - Sverige  | 1 - 11 |
| 22 maj 2006 | Sverige - Norge    | 17 - 2 |
| 22 maj 2006 | Tyskland - Danmark | 2 - 8  |
| 23 maj 2006 | Danmark - Norge    | 5 - 3  |
| 23 maj 2006 | Schweiz - Tyskland | 22 - 5 |
| 24 maj 2006 | Tyskland - Sverige | 1 - 15 |
| 24 maj 2006 | Schweiz - Danmark  | 12 - 3 |
| 25 maj 2006 | Norge - Tyskland   | 9 - 4  |
| 25 maj 2006 | Sverige - Schweiz  | 4 - 4  |

### Grupp B
| Lag      | SP | V | O | F | GM | IM | Pts | MSK |
| -------- | -- | - | - | - | -- | -- | --- | --- |
| Finland  | 4  | 4 | 0 | 0 | 50 | 6  | 8   | +44 |
| Tjeckien | 4  | 3 | 0 | 1 | 26 | 13 | 6   | +13 |
| Lettland | 4  | 2 | 0 | 2 | 21 | 26 | 4   | -5  |
| Italien  | 4  | 1 | 0 | 3 | 11 | 36 | 2   | -25 |
| Ryssland | 4  | 0 | 0 | 4 | 12 | 39 | 0   | -27 |

| 21 maj 2006 | Finland - Ryssland  | 12 - 2 |
| 21 maj 2006 | Italien - Tjeckien  | 2 - 7  |
| 22 maj 2006 | Tjeckien - Finland  | 3 - 6  |
| 22 maj 2006 | Lettland - Italien  | 7 - 2  |
| 23 maj 2006 | Italien - Finland   | 0 - 20 |
| 23 maj 2006 | Ryssland - Lettland | 6 - 10 |
| 24 maj 2006 | Lettland - Tjeckien | 3 - 6  |
| 24 maj 2006 | Ryssland - Italien  | 2 - 7  |
| 25 maj 2006 | Finland - Lettland  | 12 - 1 |
| 25 maj 2006 | Tjeckien - Ryssland | 10 - 2 |

## Placeringsmatcher

### Match om 9:e plats
| Datum       | Match om 9:e plats  | Resultat |
| ----------- | ------------------- | -------- |
| 28 maj 2006 | Tyskland - Ryssland | 5 - 7    |

### Match om 7:e plats
| Datum       | Match om 7:e plats | Resultat |
| ----------- | ------------------ | -------- |
| 26 maj 2006 | Italien - Norge    | 1 - 11   |

### Match om 5:e plats
| Datum       | Match om 5:e plats | Resultat |
| ----------- | ------------------ | -------- |
| 27 maj 2004 | Danmark - Lettland | 4 - 5    |

## Slutspelet

### Semifinaler
| Datum       | Semifinal 1        | Resultat |
| ----------- | ------------------ | -------- |
| 27 maj 2006 | Sverige - Tjeckien | 4 - 2    |

| Datum       | Semifinal 2       | Resultat |
| ----------- | ----------------- | -------- |
| 27 maj 2006 | Finland - Schweiz | 5 - 2    |

### Bronsmatch
| Datum       | Bronsmatch         | Resultat |
| ----------- | ------------------ | -------- |
| 28 maj 2006 | Schweiz - Tjeckien | 9 - 4    |

### Final
| Datum       | VM-FINAL          | Resultat   |
| ----------- | ----------------- | ---------- |
| 28 maj 2006 | Finland - Sverige | 6 - 7 (SD) |

### Matchfakta finalen
Första Perioden
1-0 Tero Tiitu (Mika Kohonen) 04:53

2-0 Mika Kohonen (straff) 07:48

3-0 Tero Tiitu (Mika Kohonen) 08:13

3-1 Magnus Svensson (Niklas Jihde) 14:48 (Powerplay)

Andra Perioden
3-2 Conny Vesterlund (Daniel Calebsson) 29:03

3-3 Peter Fischerström (Henrik Quist) 31:20

4-3 Mika Kohonen (Tero Tiitu) 14.56

Tredje Perioden
5-3 Jaakko Hintikka (Raine Laine) 44:46

5-4 Niklas Jihde (ingen assist) 45:32

5-5 Jakob Olofsson (Daniel Calebsson) 52:56

5-6 Daniel Calebsson (straff) 55:41

6-6 Lassi Vänttinen (Peik Salminen) 56:29

Sudden Death
6-7 Magnus Svensson (Daniel Calebsson) 67:56
| Världsmästare: Sverige (sjätte titeln) |

## Poängligan
SM = Spelade matcher, M = Mål, A = Assist, Pts = Poäng, Utv = Utvisningar
| Spelare  | Spelare            | SM | M  | A  | Pts |
| -------- | ------------------ | -- | -- | -- | --- |
| Schweiz  | Adrian Zimmerman   | 6  | 9  | 7  | 16  |
| Schweiz  | Martin Gerber      | 6  | 5  | 10 | 15  |
| Finland  | Esa Jussila        | 6  | 3  | 11 | 14  |
| Finland  | Tero Tiitu         | 6  | 11 | 2  | 13  |
| Sverige  | Niklas Jihde       | 6  | 8  | 5  | 13  |
| Tjeckien | Pavel Kozusnik     | 6  | 6  | 7  | 13  |
| Schweiz  | Michael Zürcher    | 6  | 6  | 7  | 13  |
| Sverige  | Anders Hellgård    | 5  | 3  | 10 | 13  |
| Ryssland | Roman Druzininskiy | 5  | 9  | 3  | 12  |
| Norge    | Ketil Kronberg     | 5  | 7  | 4  | 11  |

## B-divisionen

### Grupp C
| Lag           | SP | V | O | F | GM | IM | Pts | MSK |
| ------------- | -- | - | - | - | -- | -- | --- | --- |
| Slovenien     | 4  | 4 | 0 | 0 | 28 | 17 | 8   | +11 |
| Nederländerna | 4  | 3 | 0 | 1 | 26 | 17 | 6   | +9  |
| Österrike     | 4  | 2 | 0 | 2 | 25 | 15 | 4   | +10 |
| Singapore     | 4  | 1 | 0 | 3 | 16 | 29 | 2   | -13 |
| Australien    | 4  | 0 | 0 | 4 | 11 | 28 | 0   | -17 |

### Grupp D
| Lag                                                              | SP | V | O | F | GM | IM | Pts | MSK |
| ---------------------------------------------------------------- | -- | - | - | - | -- | -- | --- | --- |
| Estland                                                          | 4  | 4 | 0 | 0 | 39 | 9  | 8   | +30 |
| Ungern                                                           | 4  | 2 | 0 | 2 | 30 | 28 | 4   | +2  |
| Japan                                                            | 4  | 2 | 0 | 2 | 18 | 19 | 4   | -1  |
| USA                                                              | 4  | 1 | 0 | 3 | 18 | 37 | 2   | -19 |
| Storbritannien                                                   | 4  | 1 | 0 | 3 | 18 | 30 | 2   | -12 |
| Inbördes möte avgör placering när två lag hamnar på samma poäng. |    |   |   |   |    |    |     |     |

## Placeringsmatcher

### Match om 19:e plats
| Datum       | Match om 19:e plats         | Resultat |
| ----------- | --------------------------- | -------- |
| 27 maj 2006 | Australien - Srotbritannien | 6 - 11   |

### Match om 17:e plats
| Datum       | Match om 17:e plats | Resultat |
| ----------- | ------------------- | -------- |
| 26 maj 2006 | USA - Singapore     | 13 - 7   |

### Match om 15:e plats
| Datum       | Match om 15:e plats | Resultat   |
| ----------- | ------------------- | ---------- |
| 27 maj 2006 | Österrike - Japan   | 8 - 7 (SD) |

### Match om 13:e plats
| Datum       | Match om 13:e plats       | Resultat |
| ----------- | ------------------------- | -------- |
| 27 maj 2006 | Slovenien - Nederländerna | 3 - 4    |

## Slutspel B-divisionen

### Semifinaler
| Datum       | Semifinal 1        | Resultat |
| ----------- | ------------------ | -------- |
| 26 maj 2006 | Slovenien - Ungern | 2 - 10   |

| Datum       | Semifinal 2             | Resultat |
| ----------- | ----------------------- | -------- |
| 26 maj 2006 | Estland - Nederländerna | 12 - 4   |

### Final
| Datum       | Final B-VM       | Resultat |
| ----------- | ---------------- | -------- |
| 27 maj 2006 | Estland - Ungern | 13 - 3   |